# Fort Peck
Fort Peck – miasto w hrabstwie Valley, w stanie Montana, w Stanach Zjednoczonych. W 2009 roku miasto liczyło 215 mieszkańców.
Miasto położone jest w sąsiedztwie rzeki Missouri, a jego pobliżu zbudowano zaporę Fort Peck.